# Tysklands flag
Tysklands flag er en vandret delt trikolore i farverne sort over rødt over gult. Den gule farve omtales på tysk som "guld" og skal være en mørk gul-gylden farvetone. Det er i størrelsesforholdet 3:5.
Den sort-rød-gule trikolore blev introduceret under Martsrevolutionen i midten af det 19. århundrede, hvor det kortlivede Frankfurtparlament (1848-50) foreslog dette flag til et forenet og demokratisk Tyskland. Med dannelsen af Weimarrepublikken efter 1. verdenskrig blev trikoloren indført som nationalflag i Tyskland. Efter 2. verdenskrig blev flaget både udpeget som Vest- og Østtysklands flag. De to flag var identiske indtil 1959, da der blev tilføjet socialistiske symboler til det østtyske flag. Siden genforeningen 3. oktober 1990 er den sort-rød-gule trikolore igen blevet Tysklands flag.
Det tyske flag har ikke altid benyttet sorte, røde og gyldne farver. Efter den preussisk-østrigske krig i 1866 indførte det preussisk-dominerede nordtyske forbund en sort-hvid-rød trikolore som sit flag. Dette flag blev senere det Tyske kejserriges flag og benyttet fra Tysklands samling i 1871 til 1918. Sort, hvid og rød blev genintroduceret som de tyske nationalfarver ved skabelsen af Nazi-Tyskland i 1933.
Farveordningen med sort-rød-guld og sort-hvid-rød har spillet en vigtig rolle i Tysklands historie og har haft forskellige betydninger. Det moderne flags farver er forbundet med det republikanske demokrati, der blev skabt efter 2. verdenskrig og har repræsenteret den tyske forening og frihed, men også det tyske folks personlige frihed.

## Flagvarianter

### Statsflag
Statsflaget har Tysklands nationalvåben, en sort ørn med rødt næb og røde kløer mod gult felt, på et skjold i dugen. Flaget er i størrelsesforholdet 3:5. Statsflaget blev indført 7. juni 1950 ved en forordning som også fastsatte præsidentflaget og postflaget. Det svarer til det flag, som blev benyttet som statsflag i landet i mellemkrigstiden, fra 1921 til 1933.
Tysklands statsflag følger et kontinentalt mønster, hvor nationalflaget benyttes som udgangspunkt suppleret med nationalvåbenet. Østrig og Ungarn følger samme mønster. De tyske delstater Baden-Württemberg, Hessen, Nordrhein-Westfalen, Sachsen, Sachsen-Anhalt, Slesvig-Holsten og Thüringen har statsflag efter samme mønster. Det samme gælder forbundslandene i Østrig. Denne måde adskiller sig fra andre måder at lave statsflag på, f.eks. i de nordiske lande, hvor statsflagene er splitflag, eller den britiske model, hvor blåfarven på flagdugen indikerer statussen som statsflag (Blue Ensign).
- Forbundsrepublikken Tysklands statsflag
- Forbundsrepublikken Tysklands orlogsflag
- Forbundsrepublikken Tysklands præsidentflag
- Forbundsrepublikken Tysklands postflag, 1950–1994

### Orlogsflag
Orlogsflaget er baseret på statsflaget og har derudover et split. Også dette flag er i størrelsesforholdet 3:5. Tysklands orlogsflag blev indført i 25. maj 1956. Orlogsflaget benyttes også som orlogsgøs, i dette tilfælde i mindre format. I officiel sammenhæng omtales det tyske orlogsflag som "tjenesteflag for søstridskræfterne".
Det tyske orlogsflags split føjer sig ind i rækken af flag for søforsvaret i stater omkring Østersøen. Der er det almindeligt, at orlogsflagene har split, som i Danmarks og Polens orlogsflag, eller både split og tunge, som i Sveriges, Finlands og Estlands orlogsflag.

### Militære faner
Nationalfarverne sort, rødt og gult lægges også til grund for fanerne, som benyttes af Tysklands forsvarsstyrker. Fanerne er udformet med stribede duge, som har nationalvåbenet i midten. Dugen er kvadratisk (1 x 1 m), besat med frynser og er fæstet til en stang. Fanespydet indeholder et Jernkors i en laurbærkrans. Fanerne er af samme model, men afdelingernes navn påføres et bånd som fæstes til stangen lige under fanespydet.
Fanerne blev indført i 1965 og blev første gang givet til Vagtbataljonen, en afdeling som sorterer under Forsvarsdepartementet, og som udfører ceremonielle opgaver og har til opgave at beskytte centrale personer og bygninger knyttet til Forbundsregeringen. Senere, under forbundspræsident Heinrich Lübke, fik alle afdelinger tildelt faner.

### Præsidentflag
Forbundsrepublikkens præsident fører et kvadratisk flag baseret på Tysklands nationalvåben: Den sorte ørn med rødt næb og røde klør på en gul dug omgivet af røde kanter. Præsidentflaget blev indført i 1950. Bortset fra detaljer i tegningen af ørnen svarer Tysklands præsidentflag af i dag til det, som blev benyttet i Weimarrepublikken fra 1921 til 1933.
Præsidentflaget benyttes på præsidentens residens Schloss Bellevue i Berlin og ellers for at indikere forbundspræsidentens nærvær, på køretøjer eller i om bord i søforsvaret. Dets anvendelse og funktion svarer til kongeflagets i monarkier.

### Guld eller gul?
Inden for vexillologien skelner man sjældent mellem guld eller gul; inden for heraldikken, er de begge gule. Ved det tyske flag har man dog en skelnen: Farven der bruges i flaget er guld, ikke gul.
Da den sort-rød-guldige trikolore blev indført i Weimarrepublikken som dets flag, blev det kritiseret af konservative, monarkister og højrefløjen, som omtalte farverne som Schwarz-Rot-Gelb (sort-rød-gul), Schwarz-Rot-Senf (sort-rød-sennep) eller endda Schwarz-Rot-Scheiße (sort-rød-lort). Da nazisterne kom til magten i 1933, blev sort-hvid-rød farverne fra Kejseriget Tyskland (før 1918) hurtigt genindført og deres propagandamaskine fortsatte med med at miskreditere Schwarz-Rot-Gold, ved at benytte de samme nedsættende bemærkninger som tidligere blev brugt af monarkisterne.
Den 16. november 1959 oplyste den tyske højesteret (Bundesgerichtshof), at brugen af "sort-rød-gul" og tilsvarende havde "gennem års nazistisk agitation havde brugen af sort-rød-gul nået en betydning, som svarede til ondsindet bagvaskelse af statens demokratiske symboler" og er i dag en fornærmelse . Som heraldikeren Arnold Rabbow opsummerede i 1968, "det tyske flag er sort-rød-gul, men de kaldes sort-rød-guld."

#### Tilbage til guld?
Ifølge Erardo Rautenberg bør den gule farve udskiftes med en egentlig guldfarvet stribe, da han mener, den i højere grad symboliserer demokrati.

## Historie

### Farvernes oprindelse
Tysklands flag daterer sig fra tiden omkring frihedskrigen mod Frankrig under Napoleon. Flere muligheder angives som udgangspunkt for flagets farver. En teori henviser til, at farverne i flaget er de samme, som gennem århundrederne har været benyttet i våbenet for Det hellige romerske rige af den tyske nation, med en sort ørn med rødt næb og røde klør på et gult felt. Dette er våbenfarver som også blev benyttet af Habsburgerne, her dog sort og gult. En anden teori henviser til uniformsfarverne for Lützower Jäger, et frikorps som blev stiftet i 1813 til kamp mod Napoleon. En tredje teori henviser til, at studenterforeningen i Jena i 1816 fik ny fane i farverne rødt over sort over rødt og med en gul egekvist i midten. En national sammenslutning af studenterforeninger tog den 19. oktober 1818 farverne sort, rødt og gult som sine farver.
Farvekombinationen sort, rødt og gult blev benyttet af den liberale og radikale bevægelse i 1800-tallet og farverne blev forbundet med kamp for demokrati og national enhed mod den konservative orden, som var etableret i Europa efter Wienerkongressen.
Farverne sort, rødt og gult blev også benyttet af mindre tyske stater. Fyrstedømmet Waldeck-Pyrmont førte farverne i vandrette striber som sit flag fra 1814 til 1918, og derefter blev samme flag ført af Fristaten Waldeck-Pyrmont fra 1918 til 1929. Frem til 1918 førte også de to linjer af fyrstedømmet Reuss flag i farverne sort, rødt og gult, den ældre linje i vandrette striber, den yngre linje i vertikale. Farverne er i disse tilfælde afledt af hovedfarverne i de respektive fyrstehuses våben.

### Det tyske forbund (1848)
Flaget i sort, rødt og gult blev antaget som Det tyske forbunds flag 9. marts 1848 og blev benyttet frem til 1867. Fra 1848 og frem til 1852 blev flaget, suppleret af en gul kanton med sort dobbeltørn, benyttet som orlogsflag for den fællestyske marine. Et selvstændigt handelsflag i farverne sort, rødt og gult, men uden kantonen med nationalvåbenet, blev indført ved lov af 12. november 1848.
Fordi flaget blev benyttet af den liberale og radikale bevægelse i 1800-tallet, blev det afvist af det konservative Preussen, og da Det nordtyske forbund blev stiftet i 1867, fik dette farverne sort, hvidt og rødt i flaget. Dette blev i 1871 også kejserrigets flag. Der blev dermed etableret to konkurrerende farvetraditioner i Tyskland, hvor farvekombinationen var knyttet til forskellige politiske programmer. Sort, hvidt og rødt blev knyttet til monarki og konservatisme, mens sort, rødt og gult blev forbundet med liberale og republikanske programmer.

### Det nordtyske forbund (1867–1871) og Kejserriget (1871–1919)
Det nordtyske forbund under ledelse af Preussen valgte i 1867 farverne sort, hvidt og rødt (Schwarz-Weiß-Rot) til sit flag. Flaget var fastlagt i artikel 55 i grundloven for Det nordtyske forbund. Handelsflaget blev reguleret ved lov af 25. oktober 1867, hvor størrelsesforholdet blev fastsat til 2:3.
Der er to opfattelser af oprindelsen af farvekombinationen sort, hvidt og rødt. Den almindeligste opfattelse forklarer dem som kombinationen af Preussens sort-hvide flag og hansestædernes traditionelle røde og hvide flag. Forbundets ledende skikkelse, Otto von Bismarck, forklarede imidlertid flagfarverne som en kombination af Preussens sort og hvidt og Brandenburgs rødt og hvidt.
Det nordtyske forbund førte sit eget orlogsflag, som havde hvid flagdug med et sort og hvidkantet sort skandinavisk kors og en kanton i nationalfarverne sort, hvidt og rødt besat med et sort og hvidkantet kors med udbøjede arme. I midten af hovedkorset befandt der sig en sortkantet hvid skive, hvor den sorte preussiske ørn var placeret. Både hovedkorset og korset i kantonen er baseret på jernkorset, den militære udmærkelse som blev etableret i Preussen i 1813 for at hædre indsats i den tyske frihedskrig mod Frankrig. Korsmærket har siden i forskellige perioder gået igen i mange tyske flag. Orlogsflaget blev indført 4. juli 1867. Det er kendt som Reichskriegsflagge, en betegnelse som egentlig også beskriver orlogsflag med andre udseender.
Samtidig med fastsættelsen af orlogsflaget blev der også indført en serie flag for statstjenesten, nærmere bestemt toldflag, postflag, lodsflag og flag for regeringsskibe tilhørende handelsministeriet og flådens støtteskibe. Disse var alle baseret på orlogsflaget og havde et særlig tegn for den enkelte statstjeneste i det nedre felt ved stangen. Som gøs førte fartøjerne tilhørende de forskellige myndigheder de respektive mærker i midten af handelsflaget.
- National- og handelsflag for Det nordtyske forbund (1867–1871) og Kejserriget Tyskland (1871–1918)
- Kejserriget Tysklands orlogsflag 1903–1918
- Kejserriget Tysklands orlogsgøs 1903–1918

Da det nordtyske forbund efter Preussens sejr i den fransk-preussiske krig blev afløst af Det tyske kejserrige, fortsatte dette brugen af sort, hvidt og rødt i sine flag indtil 1918. Orlogsflaget blev også beholdt under kejserriget, dog i en noget modificeret udgave med ændringer i 1892 og 1903. I 1892 fik nationalvåbenet ændret udseende, mens ændringen i 1903 gjorde det sorte kors betydeligt bredere for at undgå forveksling med det britiske orlogsflag.
Kejserflaget blev indført af kejser Wilhelm 1. 15. oktober 1871. Det bestod af en kvadratisk gul dug bestrøet med ørne og kejserkroner og besat med et jernkors, hvor nationalvåbenet, kronet med Tysklands kejserkrone og omgivet af ordenskæden for Den sorte ørns orden, var placeret over korset i midten af dugen. På korsets arme var det preussiske kongehus valgsprog "Gott mit uns" og årstallet "1870" angivet. Lignende flag fandtes for kejserinden og kronprinsen. Kejserflaget var modelleret efter Preussens kongeflag, hvor dugen var rødlig (purpur). Den gule farve i kejserflaget går tilbage til farven i skjoldet i nationalvåbenet og knytter derved an til den historiske tyske kejserfarve. Ved kejser Frederik 3.s død og Wilhelm 2.s tronbestigelse blev udførelsen af Tysklands nationalvåben ændret 6. december 1888. Dette fik også konsekvenser for kejserflaget, hvor den nye tegning af nationalvåbenet blev indlemmet.
En serie statsflag for forskellige myndigheder blev indført i 1882. Disse var baseret på handelsflaget og havde egne mærker for hver myndighed i midten af den hvide stribe. Tilsvarende statsflag, men med forbundsstatenes heraldiske mærke i kantonen, blev indført for søfartsmyndighederne i Preussen, Mecklenburg, Oldenburg og i Hansabyerne Bremen, Hamburg og Lübeck.
I 1896 blev der indført et særligt handelsflag for skibe som blev ført af reserveofficerer eller tidligere officerer i den kejserlige marine. Dette var handelsflaget med jernkorset ved stangsiden. 
Tyskland skaffede sig fra midten af 1880'erne kolonier i Afrika, Stillehavet og Kina. Myndighederne i kolonierne benyttede orlogsflaget. Guvernørerne i Tysk Østafrika og Kiautschou havde egne flag med nationalvåbenet i midten af det tyske nationalflag. Tidligt i 1914 blev der udarbejdet planer om at indføre egne flag for seks af kolonierne. Flagene var baseret på nationalflaget i sort, hvidt og rødt og skulle have den enkelte kolonis våben i midten af den hvide stribe. Planerne blev afbrudt af Den første verdenskrig og blev aldrig officielt vedtaget.
Efter kejserrigets fald blev flaget i sort, hvidt og rødt, men også orlogsflaget, brugt af konservative og monarkister, blandt andre af Frikorpsene, i den politiske kamp i Tyskland i 1920'erne.

### Weimarrepublikken (1919–1933)
Efter kejserens abdikation blev flaget i sort, rødt og gult genindført som nationalflag i 1919. Flaget blev i grundloven af 1919 omtalt under betegnelsen "rigsfarver". Selv om farverne sort, rødt og gult var Tysklands nationalflag i Weimar-tiden, blev de aldrig enerådende, da andre officielle flag havde kejsertidens farver.
Efter kejserrigets fald og etablering af et republikansk tysk rige i 1919 lykkedes det ikke at etablere et entydigt flagsystem. I Weimarrepublikkens forfatning af 11. august 1919 blev de liberale og radikale farver sort, rødt og gult valgt for nationalflaget, mens sort, hvidt og rødt blev gældende for handelsflaget, dog sådan at nationalflaget i miniature blev indsat øverst ved stangen.
I september 1919 blev der vedtaget en serie flag for præsident og forsvarsminister, orlogsflag, orlogsgøs og postflag. Præsidentflaget blev bestemt til at være sort, rødt og gult med et firkantet nationalvåben i midten. Forsvarsministeren fik et flag i de samme farver og med Jernkorset i midten. Orlogsgøsen skulle være sort, hvidt og rødt med rigsfarverne i kantonen og Jernkorset i midten. Postflaget havde et hvidt posthorn i midten af rigsfarverne sort, rødt og gult. Orlogsflaget blev dannet ud fra kejsertidens orlogsflag, hvidt med sort og hvid-kantet sort kors og med nationalflagets sort, rødt, gult i kantonen belagt med et Jernkors. Selv om dette flag blev vedtaget, kom det aldrig i brug.
- Nationalflag 1919–1933
- Handelsflag 1919–1933

Situationen medførte vedvarende strid om nationalsymbolerne. Det kejserlige flag var populært blandt monarkister og konservative. Det blev også benyttet af Frikorpsene og af veteranorganisationer som Reichskriegsflagge. Konservative kræfter fik gennemført, at dette flag skulle kunne bruges ved siden af de andre i den tyske udenrigstjeneste. Blandt liberale og radikale stod farverne sort, rødt og gult stærkt, noget som blandt andet fandt udtryk i dannelsen af sammenslutningen Reichsbanner Schwarz-Rot-Gold. Striden om flagets udformning og brug var meget bitter i Tyskland i 1920'erne og førte til flere regeringskriser.
I 1921 blev man enig om et kompromis, hvor nationalflaget forblev uforandret, mens statsflaget var baseret på nationalflaget med nationalvåbenet i midten. Flagene til brug på søen blev ændret og baseret på sort, hvidt og rødt. Statsflaget til søs fik nationalvåbenet i midten af et flag i farverne sort, hvidt og rødt, mens orlogsflaget havde samme form, suppleret med et Jernkorset i midten og nationalflaget i kantonen. Statsflaget på land blev sort, rødt og gult med nationalvåbenet i midten. Forsvarsministerens flag blev bibeholdt, men med et noget større Jernkors i midten. Posthornet i midten af postflaget skiftede farve til gult. Handelsflaget blev uforandret. Der blev samtidig indført et kvadratisk præsidentflag baseret på nationalvåbenet, det vil sige en sort ørn på gult felt, det hele omgivet af røde kanter.
- Orlogsflag 1921–1933
- Orlogsgøs 1921–1933
- Statsflag på land 1921–1933
- Statsflag til søs 1921–1926
- Forsvarsministerens flag 1921–1933
- Handelsflag med Jernkors, 1921–1933

Flagene fra 1921 blev imidlertid ikke stående uforandret. I 1926 blev statsflaget til søs ændret til farvekombinationen sort, hvidt og rødt, med rigsfarverne sort, rødt og gult i lille format i kantonen og med nationalvåben i midten af flagdugen.

### Det tredje rige (1933–1945)
Efter nationalsocialisternes magtovertagelse blev farverne sort over rødt over gult fortrængt. Nationalsocialisternes foretrak farverne sort, hvidt og rødt, men i egen udformning med partimærket, hagekorset, i sort på en hvid skive i rød flagdug. Siden 1920 havde dette været partiflag for Det nationalsocialistiske tyske arbejderparti. Hitler havde selv valgt hagekorset, et mærke han opfattede som særegent for den ariske race, som symbol for partiet. Farverne blev udlagt som rødt for den nationalsocialistiske bevægelse, hvidt for bevægelsens ideologi og for den ariske races renhed, mens sort skulle stå for kampen for den ariske race.
Weimarrepublikkens flag i sort, rødt og gult blev afskaffet 12. marts 1933 og i første omgang erstattet med trikoloren i sort, hvidt og rødt som nationalflag. Samtidig blev partiflaget med svastikaen indført som officielt flag, i første omgang til brug parallelt med nationalflaget. Øvrige flag blev i marts-april samme år ændret i samme farveopsætning. Orlogsflaget blev sort, hvidt og rødt med Jernkorset i midten. Statsflaget fik rigsørnen i midten af den hvide stribe. Orlogsgøsen blev en kvadratisk udgave af orlogsflaget med sorte og hvide kanter. Præsidentflaget blev ændret, så kanterne fik farverne sort, hvidt og rødt.
National- og orlogsflaget af 1933, som havde kejserrigets flagfarver som forbillede, fik kort levetid. Hagekorsflaget blev gjort til eneste nationalflag 15. september 1935 ved hjælp af en speciel flaglov. Trikoloren i sort, hvidt og rødt blev da erklæret som reaktionær og forbudt. Flag afledt af den sort-hvid-røde trikolore blev i oktober 1935 erstattet med flag baseret på hagekorset. Hagekorsflaget blev gjort til handelsflag til søs. Der blev indført et særligt statsflag med hagekorset i en anden variant end den, som er kendt fra nationalflaget. Dette havde også i kantonen Tysklands nye nationalvåben, en ørn med udstrakte vinger, som holder en krans med hagekorset i. Det nye orlogsflag var rødt og havde hagekorset i midten af et sort kors med hvide og sorte kanter. Jernkorset sad i kantonen af orlogsflaget.
Hagekorsflaget er i dag forbudt i Tyskland, og det er strafbart at benytte det i andet end undervisnings- og oplysningssammenhæng. Det samme gælder andre nationalsocialistiske symboler.
- Nationalflag 1933–1935
- Tysklands orlogsflag 1933–1935
- Tysklands flag 1935–1945, Hagekorsflaget
- Tysklands orlogsflag 1938–1945

### Besættelsen (1945–1949)
Efter Det tredje riges fald forbød den allierede militærregering alle flag og symboler forbundet med nationalsocialisterne. Dette skete formelt ved forordning nummer 1 indført af de allierede efter den betingelsesløse kapitulation 7. maj 1945, hvor besiddelse eller fremvisning af nationalsocialistiske symboler blev gjort strafbart. Formelt blev dette fulgt op af det allierede kontrolråds lov nummer 1, dateret 20. september 1945, som ophævede lovene om nationalsymbolerne fra 1933 og 1935.
I en situation, hvor alle flag var afskaffet, var tysk skibsfart flagløs. Selv om der var begrænset tonnage igen, opstod der behov for at identificere tyske fartøjer. 12. november 1946 indførte det allierede kontrolråd derfor gennem lov nummer 39 et identifikationsflag for tysk skibsfart. Dette bestod af det internationale maritime signalflag for bogstav C (for capitulation) med split i flagets frie ende. Flaget var i praksis Tysklands handelsflag i årene 1946–1950, men skulle ikke forbindes med ceremoniel eller æresbevisninger af nogen slags.

### To tyske stater
Weimarrepublikkens flag, med de liberale og demokratiske farver sort, rødt og gult, blev taget i brug igen, da Tyskland i 1949 de facto blev organiseret i to separate stater. Genindførelsen af sort, rødt og gult skete først i de nyorganiserede delstater. Disse blev etableret og fik deres forfatninger før de to tyske stater. Delstaten Rheinland-Pfalz antog et flag med farverne sort, rødt og gult 10. maj 1948. Delstaten Württemberg-Baden, forløberen for dagens Baden-Württemberg, indskrev flaget i sort, rødt og gult i forfatningen vedtaget 28. november 1946. Niedersachsens flag og Saarlands flag gør også brug af de tyske farver.
I den sovjetiske besættelseszone blev farverne sort, rødt og gult vedtaget 19. marts 1949 og indskrevet i grundloven for Den tyske demokratiske republik af 7. oktober samme år.
Grundlovsforsamlingen i Vesttyskland blev hurtigt enige om, at sort, rødt og gult skulle være Forbundsrepublikkens farver, men der fandtes forskellige opfattelser af udformningen af flaget. Fra partiet CDU blev der fremsat forslag om et korsflag efter skandinavisk mønster, her med gulkantet sort kors på rød dug. Flere andre forslag blev også forelagt forsamlingen, som dog endte med at følge traditionerne fra 1848 og 1919 og dermed valgte at nedfælde trikoloren i sort over rødt over gult i grundlovens paragraf 22. Da grundloven blev underskrevet 23. maj 1949, skete der under en særlig udformet "Forbundsstandart" i de tyske farver.
De to tyske stater havde da i praksis samme nationalflag. Denne situation varede indtil 1. oktober 1959, da DDR satte sit nationalvåben i midten af flaget. Vesttysklands flag forblev uforandret.
Til trods for Tysklands opdeling blev der under OL i Rom i 1960 og OL i Tokyo i 1964 benyttet et fælles flag for den samlede tyske delegation af udøvere. Dette havde de olympiske ringe i hvidt i den midterste stribe.
- Den tyske demokratiske republiks flag 1959–1990
- Fælles olympisk flag for Tyskland benyttet under OL i 1960 og 1964

### Tysk enhed
I DDR's sidste dage kunne man i demonstrationer mod kommunistregimet se landets flag med nationalvåbenet udskåret, så det efterlod et hul, en symbolsk parallel til opstanden i Ungarn i 1956 og til Ceauşescus fald i Rumænien i julen 1989.
Med genforeningen af et samlet Tyskland i 1990 blev flaget i sort, rødt og gult uden emblemer igen nationalflag også for områderne i øst.
DDR-flaget med emblemet skåret ud blev, som symbol for demokratibevægelsen i det tidligere DDR, taget i brug i offentlige sammenhænge efter genforeningen, blandt andet som symbol for den føderale Stiftung zur Aufarbeitung der SED-Diktatur.

## Brug af flag
Som følge af nationalsocialisternes omfattende brug af flag og symboler i agitation og propaganda samt Østtysklands lignende praksis i efterkrigstiden har der været set på flagning med en vis skepsis i Forbundsrepublikken. I efterkrigstiden har flagning derfor haft meget begrænset udbredelse i Tyskland og er først og fremmest sket i officielle sammenhænge. Dette ændrede sig i forbindelse med VM i fodbold 2006, da tyskere i Forbundsrepublikken for første gang gjorde brug af flaget i et omfang og på en måde, der svarer til brugen i de skandinaviske lande.
Flag og flagbrug i dagens Tyskland reguleres gennem en forordning fra 1996, der sidst blev ændret i 2005. Offentlige myndigheders anvendelse af flaget er reguleret gennem Forbundsregeringens dekret af 22. marts 2005. Heri er følgende datoer fastlagt som officielle flagdage:
- 27. januar: Mindedag for nationalsocialismens ofre, flag på halvt
- 1. maj: Arbejdets dag
- 9. maj: Europadagen
- 23. maj: Årsdagen for offentliggørelse af Grundloven
- 17. juni: Årsdagen for 17. juni 1953
- 20. juli: Årsdagen for 20. juli 1944
- 3. oktober: Dagen for tysk enhed, Tysklands nationaldag
- To søndage før Advent: National sørgedag (Volkstrauertag), flag på halvt
- Valgdage ved Forbundsdagsvalg (ikke i alle forbundslande)
- Valgdage ved valg til Europaparlamentet (ikke i alle forbundslande)

Fra bygninger tilhørende statstjenesten i Berlin og Bonn flages der dagligt.

## Bannerflag
I tillæg til almindelige rektangulære er det i Tyskland, særligt i de centrale og sydlige dele af landet, almindeligt at benytte hængende bannerflag fæstet til en stang i øverste kant. Dette gælder flag for delstater, byer og kommuner, såvel som for nationalflaget. Når nationalflaget udformes som hængende banner, gives striberne lodret orientering, med den sorte stribe til venstre.
Disse varianter af flaget kan benyttes også i officiel sammenhæng. Også statsflaget med nationalvåbenet kan udformes som hængende banner. Dette har været officielt godkendt og reguleret siden november 1996. Når statsflaget udformes som hængende banner drejes også nationalvåbenet, så det fremstår som opret. Nationalvåbenet skal i hængende bannere placeres i øverste del af dugen.
Størrelsesforholdet for hængende bannerflag kan variere, blandt andet afhængig af flagstangens længde, men 5:2 er almindelig.

## Flagforbud
Hagekorsflaget og andre nationalsocialistiske symboler er forbudt i Tyskland. Dette har medført, at højreekstremister og nynazister i stedet har benyttet flag fra kejserrigets tid. I nogle delstater anses derfor også brugen af kejsertidens rigskrigsflag som forstyrrelse af den offentlige ro og orden.
DDR's flag var forbudt i Vesttyskland frem til 1969. Flaget blev anset både som forfatningsstridigt og som forstyrrelse af offentlig ro og orden, og offentlig brug af flaget blev forhindret af politiet. Brug af DDR's flag udenfor Tyskland blev mødt med officielle protester fra den vesttyske regering, som ønskede at forhindre international anerkendelse af DDR og dets flag. DDR's flag er i dag ikke forbudt i Tyskland.

## Fodnoter
1. ↑  (tysk) Federal Parliament of Germany (15. december 2004). "Schwarz Rot Gold. Symbol der Einheit". Arkiveret fra originalen 7. juli 2009. Hentet 29. maj 2007.
2. ↑   Anordnung über die deutschen Flaggen. Vom 7. Juni 1950.
3. 1 2   Verordnung über die deutschen Flaggen. Vom 11. April 1921.
4. ↑   Jörg-M. Hormann og Dominik Plaschke: Deutsche Flaggen. Geschichte – Tradition – Verwendung, 2006, s. 201.
5. ↑   Harry D. Schurdel: «Die Truppenfahne der Bundeswehr — eine Dokumentation», Heraldischer Verein «Zum Kleeblatt» von 1888 zu Hannover, Jahrbuch 1984/85, s. 126-163.
6. ↑  Jf. note 3.
7. ↑  Dreyhaupt, Rüdiger F. (2000). "Flags of the Weimar Republic". Der Flaggenkurier. 11: 3-17. (tysk)
8. 1 2  Federal Court of Justice of Germany (16. november 1959). 3 StR 45/59. (tysk)
9. ↑  Rabbow, Arnold (1968). "Schwarz-Rot-Gold oder Schwarz-Rot-Gelb?". Neue Heraldische Mitteilungen / Kleeblatt-Jahrbuch. Hanover. 6+7: 30-32. (tysk)
10. ↑  Rautenberg, Erardo: "»Gold steht für Demokratie«", i Jüdische Allgemeine, 15/7 2010, side 1.
11. ↑  "Arnold Rabbow: "Schwarz-Rot-Gold: Einheit in Freiheit. Die Entstehung der deutschen Nationalfarben", Der Flaggenkurier, nr. 25, 2007, s. 41-45" (PDF). Arkiveret fra originalen (PDF) 26. september 2011. Hentet 4. maj 2008.
12. ↑   Gesetz betreffend die Einführung einer deutschen Kriegs- und Handelsflagge. Vom 12. November 1848. Artikel 3: Die deutsche Handelsflagge soll aus drei gleich breiten, horizontalen, schwarz, roth, gelben Streifen bestehen, wie die Kriegsflagge, jedoch mit dem Unterschiede, daß sie nicht das Reichswappen trägt.
13. ↑   Verfassung des Norddeutschen Bundes. Vom 16. April 1867. Artikkel 55: Die Flagge der Kriegs- und Handelsmarine ist schwarz-weiß-roth.
14. ↑   Verordnung, betreffend die Bundesflagge der Kauffahrteischiffe. Vom 25. Oktober 1867.
15. ↑   Jörg-M. Hormann og Dominik Plaschke: Deutsche Flaggen. Geschichte – Tradition – Verwendung, 2006, s. 67.
16. ↑   Jörg M. Karaschewski: Flaggen im deutschen Kaiserreich, 2008, s. 14-16 og 76.
17. ↑   Jörg-M. Hormann og Dominik Plaschke: Deutsche Flaggen. Geschichte – Tradition – Verwendung, 2006, s. 84.
18. ↑   Hugo Gerard Ströhl: Deutsche Wappenrolle enthaltend alle Wappen, Standarten, Flaggen, Landesfarben und Kokarden des Deutschen Reiches, seiner Bundesstaaten und regierenden Dynastien, 1897, s. 80 og plansje XIX; Jörg-M. Hormann og Dominik Plaschke: Deutsche Flaggen. Geschichte – Tradition – Verwendung, 2006, s. 93-101.
19. ↑   Jörg M. Karaschewski: Flaggen im deutschen Kaiserreich, 2008, s. 41.
20. ↑   Hugo Gerard Ströhl: Deutsche Wappenrolle enthaltend alle Wappen, Standarten, Flaggen, Landesfarben und Kokarden des Deutschen Reiches, seiner Bundesstaaten und regierenden Dynastien, 1897, plansje XXI-XXII og Jörg-M. Hormann og Dominik Plaschke: Deutsche Flaggen. Geschichte – Tradition – Verwendung, 2006, s. 78-79.
21. ↑   Allerhöchster Erlaß, betreffend Abzeichen auf der Handelsflagge für die als Offiziere des Beurlaubtenstandes etc. der Marine angehörigen Schiffsführer. Vom 1. Juli 1896.
22. ↑   Bekanntmachung, betreffend die Führung des Eisernen Kreuzes auf der deutschen Handelsflagge. Vom 16. August 1896.
23. ↑   Jörg M. Karaschewski: Flaggen in den deutschen Schutzgebieten, 2005.
24. ↑   Die Verfassung des Deutschen Reichs, vom 11. August 1919. Artikkel 3: (1) Die Reichsfarben sind schwarz-rot-gold. Die Handelsflagge ist schwarz-weiß-rot mit den Reichsfarben in der oberen inneren Ecke.
25. ↑  Erlaß, betreffend Flagge des Reichspräsidenten, Flagge des Reichswehrministers und neue Reichskriegsflagge nebst Gösch. Vom 27. September 1919 og Ausführungsbestimmungen zum Erlaß, betreffend Flagge des Reichspräsidenten, Flagge des Reichswehrministers und neue Reichskriegsflagge nebst Gösch. Vom 15. Oktober 1919.
26. ↑   Zweite Verordnung über die deutsche Flaggen. Vom 5. Mai 1926, i: Hellmuth Hecker og Günter Hoog: Deutsche Flaggen: Sammlung von Vorschriften zum Flaggenrecht Deutschlands und der deutschen Küstenländer, 1978, s. 59.
27. ↑   Erlaß des Reichspräsidenten über die vorläufige Regelung der Flaggenhissung. Vom 12. März 1933.
28. ↑   Verordnung über die Hoheitszeichen der Wehrmacht. Vom 14. März 1933., Verordnung über die vorläufige Regelung der Flaggenführung. Vom 31. März 1933. og Zweite Verordnung über die vorläufige Regelung der Flaggenführung. Vom 22. April 1933.
29. ↑   Reichsflaggengesetz. Vom 15. September 1935.
30. ↑   Verordnung über die Reichskriegsflagge, die Gösch der Kriegsschiffe, die Handelsflagge mit dem Eisernen Kreuz und die Flagge des Reichskriegsministers und des Oberbefehlshabers der Wehrmacht. Vom 5. Oktober 1935
31. ↑  
Symbole und Zeichen der Rechtsextremisten, Bundesamt für Verfassungsschutz.
32. ↑  Hellmuth Hecker og Günter Hoog: Deutsche Flaggen: Sammlung von Vorschriften zum Flaggenrecht Deutschlands und der deutschen Küstenländer, 1978, s. 85.
33. ↑  Hellmuth Hecker og Günter Hoog: Deutsche Flaggen: Sammlung von Vorschriften zum Flaggenrecht Deutschlands und der deutschen Küstenländer, 1978, s. 86.
34. ↑  Petra Schön (red.): Baden-württembergische Befindlichkeiten. Das Land und seine Symbolik., 2002, s. 18.
35. ↑   Die Verfassung der Deutschen Demokratischen Republik. Vom 7. Oktober 1949. Artikkel 2: (1) Die Farben der Deutschen Demokratischen Republik sind Schwarz-Rot-Gold.
36. ↑   Jörg-M. Hormann og Dominik Plaschke: Deutsche Flaggen. Geschichte – Tradition – Verwendung, 2006, s. 195-197.
37. ↑   Se note 2.
38. ↑  Gesetz zur Änderung des Gesetzes über das Staatswappen und die Staatsflagge der Deutschen Demokratischen Republik. Vom 1. Oktober 1959.
39. ↑  Ekkehard Kuhn: Einigkeit und Recht und Freiheit. Die nationalen Symbole der Deutschen, 1991, s. 101.
40. ↑  Erwin Günther: Politische Symbolik in der DDR 1989/90.
41. ↑  Trygve Monsen: "Nationalisme på tysk", Aftenposten, 16. maj 2007.
42. ↑  "Anordnung über die deutschen Flaggen. vom 13. November 1996, zuletzt geändert am 22. November 2005". Arkiveret fra originalen 15. december 2007. Hentet 4. maj 2008.
43. ↑  "Erlass der Bundesregierung über die Beflaggung der Dienstgebäude des Bundes. Vom 22. März 2005" (PDF). Arkiveret fra originalen (PDF) 12. februar 2007. Hentet 4. maj 2008.